# Meszlény Artúr
Meszlény Artúr (született Messer Artúr; (Budapest, 1875. október 11. – Budapest, 1937. március 23.) bíró, ügyvéd, egyetemi tanár, jogi szakíró.

## Életpályája
Messer Fülöp ügyvéd és Heim Berta fiaként született izraelita családban. Jogtudományi doktorátust 1898-ban Budapesten kapta. 1898-tól bírósági szolgálatot teljesített. 1902-ben az ügyvédi vizsgát is itt tette le. 1907 júliusában a kolozsvári Ferenc József Tudományegyetemen magyar magánjogból magántanári képesítést szerzett. Rövid ügyvédi gyakorlat után 1900 januárjától törvényszéki aljegyzőként indult a pályán, utána a Pestvidéki Járásbíróság albíróként alkalmazta. 1914-től az Igazságügyminisztérium törvényelőkészítő osztályán teljesített szolgálatot. Egyidejűleg 1911-1917 között a Keleti Kereskedelmi Akadémia rendes tanáraként tevékenykedett. 1917-től Budapesti Ítélőtáblán bíró volt. 1921-ben saját kérésére nyugdíjazták, majd 1921 és 1937 között ügyvédként dolgozott. Közben Szegedre költözött.Házastársa Cseikel Margit volt, Cseikel Fülöp és Tänzer Regina lánya, akivel 1924. augusztus 2-án Budapesten kötött házasságot. A kolozsvári Ferenc József Tudományegyetemen elnyerte 1929-ben az egyetemi címzetes rendkívüli tanári címet.
Meszlény 1909-től 1919-ig a Magyar Jogászegylet titkára, majd válaszmányi tagja volt. Ő volt 1910-től a Magyar Jogászegyleti Értekezések új folyamának szerkesztője. Részt vett a Révai nagy lexikona szerkesztési munkálataiban. 1915-től  a Pester Lloyd című német nyelvű lap munkatársa és vezércikkírója is volt. Az I. világháború idején az Igazságügyminisztériumban aktívan bekapcsolódott a csődön kívüli kényszeregyezségi eljárásról, valamint a pénzintézetek felszámolásáról szóló jogszabályok megalkotásába, majd az 1920-as években a tisztességtelen versennyel, a versenyjog fizetésképtelenséggel kapcsolatos kérdéseinek első szakértője és kodifikátora lett. Miniszteri felkérésre, az évtized második felétől sokat foglalkozott a részvényjog reformjával és a polgári törvénykönyv javaslatával. 1925-ben a Polgári Jog című  jogi szakfolyóirat egyik alapítója  és főszerkesztője volt, Beck Salamonnal és Varannai Istvánnal együtt, majd haláláig a szerkesztőbizottság tagja maradt. 1929 februárjában kormánytanácsosi címmel tüntették ki.
A Polgári Jog első számába írt beköszöntőjében írta:

„ ne legyen a jog — minden társadalom erkölcsi alapfelfogásának elkerülhetetlenül igazmondó tükre — a jogtiprás szurtos és szolgálatkész pesztonkája, hanem legyen az Igazság büszke tartásu papnője. S a törvény ne legyen az erőszak .végrehajtásának formája, hanem legyen az a biztos védelmet nyujtó pajzs, amely készségesen befogad mindenkit, aki az eröszak elől menekül.”

Elsősorban polgári jogi – magánjogi szakírói munkássága jelentős; írásai a Polgári Jogon túl főként a Jogállam, a Jogtudományi Közlöny és a Magyar Jogászegyleti Értekezések című szakfolyóiratokban jelentek meg. Gazdag jogászi életműve hozzájárult a szociális magánjog irányzatának kiteljesedéséhez, a magyar civilisztika 20. századi fellendüléséhez, a kereskedelmi jogi törvényhozás színvonalának emeléséhez.
60. születésnapjára Budapesten 1936-ban emlékkönyvet jelentettek meg.
1937. március 23-án hunyt el Budapesten. 

## Társadalmi szerepvállalása
Az 1920-as években választmányi tagja volt  a Magyar Külügyi Társaságnak, 1924-től elnöke az Országos Ügyvédszövetség fővárosi szakosztályának és a Civiljogászok Vitatársaságának.

## Főbb művei
- Magánjog-politikai tanulmányok: különös tekintettel a Magyar Általános Polgári Törvénykönyv tervezetére. 1. sorozat. Budapest: Politzer, 1901. 224 p.
- Magánjog-politikai tanulmányok: Különös tekintettel a magyar általános polgári törvénykönyv tervezésére. Budapest: Politzer Zs, 1901. 224 p.
- Mutató és forrásgyüjtemény valamint egyéb segédeszközök Zsögöd Benő "Fejezetek kötelmi jogunk köréből" c. művéhez. Budapest: Politzer, 1902. VIII, 143 p.
- Bányatörvény: Törvények, rendeletek, joggyakorlat. Budapest: Grill, 1905. [2], 87 p.
- Kartellek és trösztök (Bp., 1906)
- Das Vermögen im Bürgerlichen Gesetzbuch für das Deutsche Reich und im schweizerischen Zivilgesetzbuch. Skizze einer neuen Vermögenslehre. Bern: Stämpfli, 1908.  VIII, 90 p.
- A svájci polgári törvénykönyvről – magánjogi tanulmány társadalomtudományi alapon. Budapest: Athenaeum 1909. VIII, 490 p.
- Bevezető a polgári perrendtartáshoz. Budapest: Athenaeum, 1911. VIII, 497 p.
- A polgári perrendtartás rendszeres kézikönyve (Jancsó György munkájának átdolgozott 2. kiadása, 1-2. Budapest, Athenaeum, 1912-1915.)
- Kereskedelmi és hiteljog: Kézikönyv kereskedelmi főiskolások részére. Budapest Franklin, 1914. IV, 359 p.
- Csődön kívüli kényszeregyezség és kényszerfelszámolás (Bp., 1916)
- A csődön kívüli kényszeregyesség: A 4070/1915 M. E. számú minisztériumi rendelet, az 1916. évi V. t.-c. és a csődön kívüli kényszeregyességre vonatkozó egyéb jogszabályok rendszeres magyarázata. Budapest: Atheneum, 1916. 312 p., 4 t.
- A Polgári Törvénykönyv szocializálása: 1.: személyjog, családjog, dologjog. Budapest: Franklin, 1918. 65 p.
- A tisztességtelen versenyről szóló törvény (1923. évi V. törvénycikk) magyarázata. Budapest: Athenaeum, 1923. 214 p.
- Josef Kohler als Mensch und Gelehrter. Szeged: Városi Ny., 1925. 14 p.
- A csődön kívüli kényszeregyességről szóló törvény és rendeletek rendszeres magyarázata. Budapest: Tébe kiadóvállalat, 1926. 345 p.
- Törvénytervezet a fizetőképtelenségi jogról felvilágosító észrevételekkel. Budapest: Wodianer F., 1927. 182, [2] p.
- A fizetőképtelenségi jog reformja: törvénytervezet felvilágosító észrevételekkel. Budapest: Orsz. Hitelvédő Egylet, 1928. 190 p.
- A háború hatása az ellenséges állam hozzátartozójának magánjogi és perjogi jogállására. Budapest: Franklin-Társulat, 1928. 38 p.
- A verseny szabadsága és tisztessége. Budapest: Iparjogvédelmi Egyes., 1929. 16 p.
- Ein ungarischer Entwurf des gesamten Insolvenzrechts.[S.I.]:[s.n.], [1929?] 16 p.
- Csődönkívüli kényszeregyesség és kényszerfelszámolás: az érvényben lévő törvények, rendeletek és bírói gyakorlat és az ezek rendszeres magyarázata kiegészítve a pénzintézetek és az érdekkörükbe eső, úgyszintén a biztosító vállalatok kényszerfelszámolására vonatkozó szabályokkal és azok magyarázatával. Budapest: Tébe, [1931], 377 p.
- The Influence of War upon Contracts (Bp., 1932)
- Gyógyszerek árusítása gyógyárukereskedő részéről: különös tekintettel a tisztességtelen versenyről szóló törvényre. Budapest: Franklin, 1933. 54 p.
- Gyógyszerek árusítása gyógyárukereskedő részéről: válasz Nagy Dezső Bálint tanulmányára. Budapest: Franklin, 1934. 18 p.